# Bébé monstre
Bébé monstre est un livre pour enfant écrit par Jeanne Willis et illustré par Susan Varley à partir du thème détourné de la peur enfantine du « monstre sous le lit ». 
Cet ouvrage s'adresse aux enfants de 4 ans. Le personnage principal, le monstre Dennis, croit que des enfants humains se cachent sous son lit, et qu’ils vont le capturer quand il sera endormi. Sa mère essaye cependant de le mettre au lit. Par la suite, un enfant va accidentellement s'introduire dans la cave de sa maison : Dennis et le garçon se découvrent et ont peur l’un et l’autre.
Le livre a été écrit pour supprimer la peur de la nuit chez les enfants[réf. nécessaire]. Dans cette histoire, les monstres et les humains ont peur les uns des autres. Le livre reçoit un bon accueil après sa sortie, aucun site de critique de livre n’attribuant moins de 75 %[réf. nécessaire]. 
Certaines éditions sont accompagnées d'une peluche inédite de Dennis avec son oreiller et son ours en peluche dans chaque bras.

## Synopsis

### Introduction
L'histoire débute au milieu d’un pique-nique réunissant un humain et son chien. L’humain enjoint au lecteur de ne pas s’aventurer dans le bois flétri, une forêt où les arbres sont réputés abriter des créatures légendaires comme des trolls chevelus, des vilains gnomes et des fées effrayantes.
La scène change et le lecteur se retrouve maintenant dans la forêt, où le lecteur suit un petit monstre prénommé Dennis et sa mère, le narrateur insiste sur la politesse de Dennis. Le livre nous décrit la peur de Dennis envers les enfants, sujet de la prochaine partie du livre.

### La peur de Dennis envers les enfants
La scène débute par les hurlements de Dennis, qui refuse de se mettre au lit. Sa mère, surprise de cette peur soudaine, lui demande pourquoi. Dennis lui explique qu’il a peur des humains. Il dit que les humains vont l’emmener sous son lit une fois qu'il sera endormi. La mère de Dennis n’est pas convaincue par l’histoire de son fils et essaye de le persuader qu’il n’y a aucun danger et qu’il peut dormir tranquille. Elle donne à Dennis son ours en peluche et lui dit qu’elle n’étendra pas la lumière de sa chambre. Elle embrasse Dennis, mais Dennis esquive son baiser et lui mort le nez.
La mère de Dennis lui promet qu’aucun humain ne viendra dans sa chambre. Elle le prépare à aller au lit. Cependant, Dennis se croyant malin, se dit qu’il va dormir sous son lit pour qu'aucun humain ne le verra.

### Un enfant perdu
Quand Dennis s’endort, un petit garçon qui a séché l’école s’aventure dans le bois flétri pour se cacher de ses parents. Il s’enfonce dans la forêt et atteint la cave de Dennis et sa mère. Ne sachant pas où il se trouve, il marche dans la cave et cherche un endroit pour dormir.
Il trouve la chambre de Dennis, trouve un lit vide et décide d'y dormir. Cependant, le garçon a très peur des monstres. Comme sa mère n’est pas là, il regarde sous son lit, et à sa surprise, il trouve Dennis. Dennis et le garçon, chacune prise de terreur,  s’enfuient. 
Le livre se termine en expliquant comment se comporter face à un être qui nous terrifie.

## Personnages principaux

### Dennis
Dennis est un monstre reptilien vert qui ressemble à un velociraptor. En tant que personnage principal, il a beaucoup de traits communs avec les humains: il peut notamment sourire, marcher, et ressentir des émotions. Dennis possèdent deux objets qu’ils transportent partout avec lui: son ours en peluche et son oreiller. Ces objets sont destinés à insister sur son côté enfantin. Dennis a aussi beaucoup de jouets. Ces jouets ressemblent aux personnages d’un autre livre pour enfants, "Où est le danger".
Dennis a très peur des enfants. Il croit que ceux-ci sont tapis sous son lit. Cette peur créera des conflits avec sa mère. Il a même mordu son nez quand elle a essayé de l’embrasser.

### La mère de Dennis
La mère de Dennis est plus grosse que lui, tout comme les autres monstres. En mère attentionnée, elle essaye de convaincre Dennis de dormir dans son lit et qu'il n'y a pas lieu d'avoir peur des enfants. Malgré cela, elle rencontre de grosses difficultés lorsque Dennis refuse de dormir. Elle décide de laisser la lumière allumée, et lui donne son ours en peluche…
La mère est décrite comme un vrai monstre, au sens physique du terme. Elle a également beaucoup de traits humains, comme par exemple son sac à main avec lequel elle se promène au début de l'histoire. Elle borde Dennis tous les soirs, et lui lit des histoires sur les humains. Elle joue beaucoup avec lui.

### Le petit garçon
Peu de choses sont connues sur le petit garçon. Le jour où Dennis refuse de dormir, le garçon sèche l’école et est décrit dans le livre comme une racaille. Il se cache dans la forêt. Cependant, le garçon se perd et erre vers la cave de Dennis. Une fois arrivé dans la cave, fatigué par sa longue marche, il décide de dormir dans la cave mais trouve finalement la chambre de Dennis et son lit.
Il met son pyjama et décide de dormir. Cependant, sa peur des monstres sous son lit le pousse à regarder lui-même sous le lit. Il découvre alors Dennis. Ce dernier et le garçon ont la même réaction: ils ont peur l’un de l’autre. Ainsi, le garçon se précipite à l’extérieur de la cave et le monstre va voir sa mère. Le garçon oublie ensuite ce qui s’est passé après cet incident.

### Personnages secondaires
- Le garçon du Pique-nique: il s'agit du narrateur qui nous conte l'histoire. Il s'est probablement déjà rendu dans le bois flétri car il a été vu en train de fuir le bois avec son panier de pique-nique. C’est le propriétaire du chien blanc et brun.
- Le chien: un chien blanc et marron qui appartient au garçon qui Pique-nique. Il est, comme son maitre, effrayé par les histoires qui parle du bois flétri.

## Réaction
Le livre reçoit de bonnes critiques de la part des parents pour diverses raisons. Certains ont été ravis que leur enfant ait pris gout à la lecture, et certains ont aimé les illustrations, l’histoire et les personnages. D’autres l’ont aimé car l’histoire s'adresse directement aux enfants. Certains enfants aiment également le livre pour diverses raisons. Certains ont aimé le livre pour son côté humoristique, et d'autres car ils ont pu dépasser leur peur des monstres la nuit.

## Modèle
Le monstre du lit a un style d’écriture et d’illustration inhabituelle.
Le livre est écrit par Jeanne Willis. Le style d’écriture est celui d’un poème, avec la première et deuxième ligne qui riment et la troisième est quatrième également. Il y a en moyenne quatre lignes par page, certains en ont six, une n’en a qu’une.
Les illustrations ont été réalisées par Susan Varley, qui a utilisé l’aquarelle et le crayon. Les illustrations donnent au lecteur l’impression que Dennis et sa mère sont semblables aux humains. Susan Varley a même ajouté un petit œuf de Pâques à ses illustrations.

## Publication
- (en)The Monster Bed, Lothrop, Lee & Shepard Books, 1987?,  (ISBN 978-0-68806804-2)
- (fr)Bébé monstre, Gallimard Jeunesse, 1986  (ISBN 978-2-07056288-6)